# Aspidites
Aspidites — рід змій родини пітонових (Pythonidae). Ендеміки Австралії. Описано 2 види. Обидва види занесені до Вашингтонської конвенції (CITES).

## Опис
Загальна довжина представників цього роду коливається від 1,5 до 3 м. Тулуб стрункий, м'язистий. Голова стиснута з боків, морда дещо витягнута. На губних щитках відсутні термочуттєві ямки, характерні для інших пітонових.
Забарвлення верхньої частини тіла світло-коричневий або темно-коричневий, з поперечними смугами. Спина темніша за боки. Голова і «нашийник» в Aspidites melanocephalus мають чорний колір. У Aspidites ramsayi голова світла, з темними плями навколо очей; «нашийник» відсутній. Молодь сильно смугаста.

## Поширення
Ендеміки Австралії. Мешкають в штатах Новий Південний Уельс, Квінсленд, Південна Австралія, Північна Територія, Західна Австралія.

## Особливості біології
Населяють піщані, глинисті, кам'янисті місцевості, напівпустелі, прибережні ліси, аридні чагарникові зарості, трапляється на сільськогосподарські полях. Ведуть переважно нічний спосіб життя. Проводять багато часу під землею, використовуючи нори ссавців і варанів, рідше викопують власні нори.
Належать до яйцекладних змій. Самиці відкладають від 5 до 20 яєць. Самиця пітона Рамзі залишається згорнутою коло своєї кладки 2—3 місяці, поки не вилупляться молоді пітончики. 
Живляться переважно ссавцями, ящірками, зміями, птахами. Це в основному наземні або норні види, які протягом дня ховаються в порожнистих колодах, норах тварин, ущелинах скель або під густою ґрунтовою рослинністю. 

## Охорона
Стан більшості природних популяцій обох видів пітонів в межах їх ареалів залишається більш-менш стабільним. Саме тому вони, згідно Червоного списку МСОП, отримали охоронний статус «відносно благополучні види». Але окремі субпопуляції змій страждають від неконтрольованої торгівлі домашніми тваринами. Тому обидва види занесені до Додатку ІІ Вашингтонської конвенції (CITES).

## Практичне значення
Раніше пітони добувались (викопувались із нір) окремими групами аборигенів для їжі.
Обидва видів пітонів є частиною австралійської та міжнародної торгівлі домашніми тваринами.  Зараз багато екземплярів розводять у неволі, тому існує невеликий попит на диких тварин.

## Систематика
Станом на 2024 рік описано 2 види:
- Aspidites melanocephalus;
- Aspidites ramsayi.